# バンズ・ヴィジット 迷子の警察音楽隊
ミュージカル『バンズ・ヴィジット 迷子の警察音楽隊』は2007年公開の映画『迷子の警察音楽隊』を原作とするミュージカルである。2016年12月にオフ・ブロードウェイで初演され、2017年11月にブロードウェイで上演された。日本では2023年に初演が行われた。

## 日本公演

### 2023年
2023年2月7日から23日まで日生劇場、同年3月6日から8日まで梅田芸術劇場 シアター・ドラマシティ、同年3月11日から12日まで刈谷市総合文化センター アイリス 大ホールにて上演。

#### スタッフ（2023年）
- 原作：エラン・コリリンによる映画脚本
- 音楽・作詞：デヴィッド・ヤズベック
- 台本：イタマール・モーゼス
- 演出：森新太郎

#### キャスト（2023年）
- トゥフィーク（指揮者） - 風間杜夫
- ディナ - 濱田めぐみ
- カーレド（トランペット） - 新納慎也
- イツィク - 矢崎広
- サミー - 渡辺大輔
- パピ - 永田崇人
- イリス - エリアンナ
- ツェルゲル - 青柳塁斗
- シモン（クラリネット） - 中平良夫
- 電話男 - こがけん
- アヴラム - 岸祐二
- 警備員 - 辰巳智秋
- ジュリア - 山崎薫
- アナ - 高田実那
- サミーの妻 - 友部柚里
- カマール（バイオリン） - 太田惠資
- 警察音楽隊（マルチリード） - 梅津和時
- 警察音楽隊（チェロ） - 星衛
- 警察音楽隊（ウード） - 常味裕司
- 警察音楽隊（ダルブッカ） - 立岩潤三

ほか

## 参考資料
- ミュージカル『バンズ・ヴィジット 迷子の警察音楽隊』 - ホリプロ